# سفارة أنغولا في فرنسا
سفارة أنغولا في فرنسا هي أرفع تمثيل دبلوماسي لدولة أنغولا لدى فرنسا. تقع السفارة في وهي تهدف لتعزيز المصالح الأنغولية في فرنسا.

## وصلات خارجية
- قائمة سفارات أنغولا
- قائمة السفارات في فرنسا